# Peter Lee Ki-heon
Peter Lee Ki-heon (ur. 11 grudnia 1947 w Pjongjangu) –  koreański duchowny rzymskokatolicki, w latach 2010–2024 biskup Uijeongbu.